# استفتاء الدستور الأوروبي التشيكي
كان من المتوقع إجراء الاستفتاء التشيكي حول إنشاء دستور لأوروبا في عام 2006 لتقرير ما إذا كان يتعين على الجمهورية التشيكية التصديق على الدستور المقترح للاتحاد الأوروبي.
بعد رفض الدستور من قبل الناخبين في فرنسا وهولندا، أعلنت الحكومة التشيكية أن الاستفتاء المقترح لن يعقد.
كان الاشتراكيون الديمقراطيون التشيكيون والديمقراطيون المسيحيون والحزب الاخضر يؤيدون بشدة التكامل الأوروبي، وقاموا بحملة دعماً للدستور المقترح، لكن الرئيس فاتسلاف كلاوس كان متشككًا، ورفض التوقيع على المعاهدة الدستورية في أكتوبر 2004، وعارض الحزب المدني الديمقراطي أيضا الدستور،  كان من المتوقع أن يكون الاستفتاء ملزمًا قانونًا للحكومة.

## مشروع قانون الاستفتاء
في 9 مارس 2005، وافقت الحكومة التشيكية على مشروع قانون يسمح بإجراء الاستفتاءات بشأن القضايا الأساسية المتعلقة بالسياسة الداخلية والخارجية للبلاد، ويمكن إجراء الاستفتاء بأحد الظروف التالية:[بحاجة لمصدر]:
- تقديم عريضة تحتوي على نصف مليون توقيع على الأقل من مواطنين تشيكيين.
- تصويت ثلثا الأعضاء في أي من مجلسي البرلمان التشيكي
- بطلب من الحكومة نفسها.

وكان من غير المؤكد ما إذا كان مشروع القانون سيمر، حيث اعترض الحزب الديمقراطي المدني المعارض على فكرة أن تصبح الاستفتاءات جزءًا معتادًا من النظام السياسي التشيكي، وبدلاً من ذلك قدم مشروع قانون خاص به بشأن استفتاء لمرة واحدة على الدستور الأوروبي.
إذا فشل مشروعا القانون في حشد الدعم الكافي، فمن الممكن عدم إجراء استفتاء وسيقرر البرلمان التشيكي مسألة التصديق بدلاً من ذلك (حيث لا يملك مؤيدو الدستور عددًا كافيًا من الأصوات لقبول الدستور).

## إستطلاع رأي
| تاريخ                   | وكالة          | مع              | ضد    |    |    |
| ----------------------- | -------------- | --------------- | ----- | -- | -- |
| تاريخ                   | وكالة          | 2–10 April 2007 | STEM  | 40 | 57 |
| 24 March 2007           | Open Europe    | 27%             | 49%   |    |    |
| 1–6 June 2005           | STEM           | 48%             | 52%   |    |    |
| 2 June 2005             | Factum Invenio | 31.5%           | 33.7% |    |    |
| 18–25 April 2005        | CVVM           | 41%             | 33%   |    |    |
| October - November 2004 | TNS Opinion    | 63%             | 18%   |    |    |